# Totta Näslund
Erik Torsten "Totta" Näslund, født 1. april 1945 i Sandviken, død 19. juni 2005 i Göteborg, var en svensk musiker og skuespiller.

## Biografi
Näslund blev født i Sandviken men voksede op i Köpmanholmen udenfor Örnsköldsvik og bosatte sig i 1970 i Göteborg. Han blev bemærket som musiker under "proggvåren", da han først var i Nynningen og derefter i Nationalteatern. Han var også en af frontfigurerne i Tältprojektet. Efter proggen var han aktiv som bluesartist i Totta's bluesband. Näslund fik sin store berømmelse blandt de brede masser af mennesker med sine soloplader lavet efter 1995.
Näslund døde i 2005 på Östra sjukhuset i Göteborg af kræft, kort efter en sidste tur til Hibbing, Minnesota. Det er her, Bob Dylan voksede op fra syv år. Näslunds sidste indspillede album var Dylan, et album med fortolkninger af Bob Dylan på svensk, som han indspillede sammen med Mikael Wiehe, og som blev udgivet posthumt i 2006. Håkan Lahger, der skrev bogen Dylan - en kärlekshistoria, beskriver Näslund som Sveriges førende Dylan-fortolker.
I 2006 kom hyldestalbummet Bra dagar – en skiva till Totta med deltagelse af kunstnere som Dan Hylander, Plura, Mauro Scocco, Jenny Silver, Tomas Andersson Wij, Mikael Wiehe og Nisse Hellberg. Totta Näslund er begravet i Västra kyrkogården i Göteborg.

## Diskografi

### Nynningen
- 1973 - För Full Hals
- 1974 - 1974

### Nationalteatern
- 1978 - Barn Av Vår Tid
- 1980 - Rövarkungens Ö
- 1987 - Peter Pan
- 1988 - Nationalteaterns Greatest Hits (opsamling)
- 1991 - Nationalteaterns Rockorkester live
- 2002 - En Samling 1972-80 (opsamling)

### Med Tomas Forsell
- 1980 - Nya Tider

### Totta's Bluesband
- 1981 - Live At Renströmska
- 1983 - Saturday Night Boogie Wwoogie
- 1985 - Combination Boogie
- 1986 - Totta's Bluesband
- 1988 - Compilation Boogie 1981-1986 (opsamling)
- 2003 - Sitting On The Top Of The World (opsamling)

### Totta & Hot'n'Tots
1989 - Totta & Hot'n'Tots featuring Spencer Bohren

### Solo
- 1995 - Totta
- 1996 - Totta 2 - Hjärtats Slutna Rum
- 1999 - Totta 3 - En Dåre Som Jag
- 2001 - Totta 4 - Duetterna
- 2002 - Totta 5 - Turnén
- 2002 - Totta 6 - Bortom Månen Och Mars
- 2004 - Totta 7 - Soul På Drift
- 2005 - Totta 8 - Greatest Hits - Bättre Begagnat
- 2006 - Dylan (med Mikael Wiehe)

## Filmografi
- 1982 - Målaren
- 1983 - The Blues of Köpmanholmen (dokumentar)
- 1984 - Taxibilder
- 1984 - Tryggare Kan Ingen Vara...
- 1986 - Älska Mej
- 1988 - Som Man Ropar
- 1992 - Blueprint
- 1997 - Vildängel